# 火車 (妖怪)

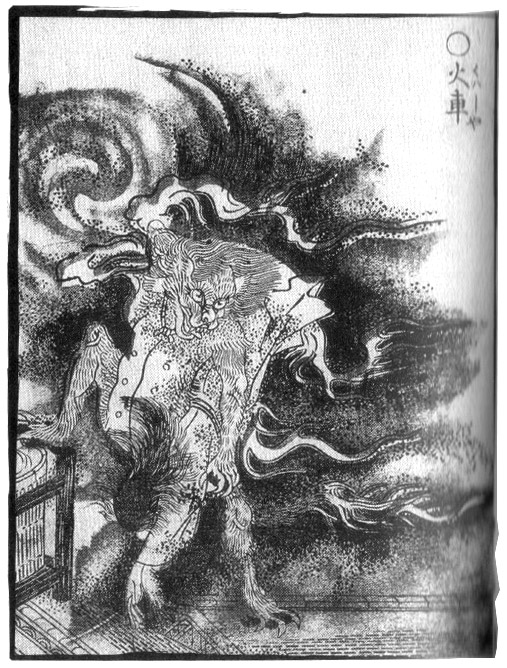
鳥山石燕『畫圖百鬼夜行』「火車」

火車，又稱化車，是奪取生前行惡的死者亡骸的日本妖怪。

## 概要
從葬儀、墓場奪取屍體的妖怪，傳承地未特定，全國皆有事例。大多認為正體是猫的妖怪，也有年老的猫變化成妖怪，正體是猫又之說。
昔話「猫檀家」等也有火車的傳說，播磨國（現・兵庫縣）山崎町（現・宍粟市）牧谷也有「火車婆」的類似傳說。

## 轉用
經濟狀態迫切稱作「火之車」，如同亡者被火車（火之車）折磨。
播磨國一帶將壞性格的老太婆稱作「火車婆」。

## 脚注
1. 1 2 3  村上健司. . 每日新聞社. 2000: 103–104頁. ISBN 978-4-620-31428-0.
2. 1 2 3  播磨学研究所 (编).  . . 2005: 157–158頁. ISBN 978-4-3430-0341-6.
3. ↑  京極夏彦・多田克己編著. . 國書刊行會. 2000: 151頁. ISBN 978-4-336-04187-6.
4. ↑  多田克己. . 講談社文庫. 講談社. 2006: 52頁. ISBN 978-4-06-275484-2.